# Clans (Alpy Nadmorskie)
Clans – miejscowość i gmina we Francji, w regionie Prowansja-Alpy-Lazurowe Wybrzeże, w departamencie Alpy Nadmorskie.
Według danych na rok 1990 gminę zamieszkiwało 496 osób, a gęstość zaludnienia wynosiła 13 osób/km² (wśród 963 gmin regionu Prowansja-Alpy-W. Lazurowe Clans plasuje się na 490. miejscu pod względem liczby ludności, natomiast pod względem powierzchni na miejscu 228.).